# 钟万勰
钟万勰（1934年2月24日—2023年11月12日），男，祖籍浙江德清，生于上海，中国计算力学专家，大连理工大学教授，中国科学院院士。

## 生平
祖籍浙江德清，1934年出生于上海。早年就读于上海市南洋模范中学。1952年考入同济大学桥梁隧道工程专业。1957年毕业后进入中国科学院力学研究所，担任力学所副所长钱伟长的助手。1962年钟万勰经胡海昌的推荐与钱令希结识，后随其前往大连工学院（现为大连理工大学）任教，担任数理力学系讲师，并协助钱令希从事科研工作。1978年升任教授，并任大连理工大学工程力学研究所所长。1993年当选中国科学院技术科学部院士。
2023年11月12日，钟万勰因病医治无效，在大连逝世，享年89岁。

## 家庭
父亲钟兆琳为电机工程学家。

## 社会兼职
曾任中国力学学会副理事长、国际计算力学协会常务执行委员、中国科学院技术科学部副主任，上海交通大学工程力学系、同济大学桥梁系兼职教授。